# Kinga Stefańska

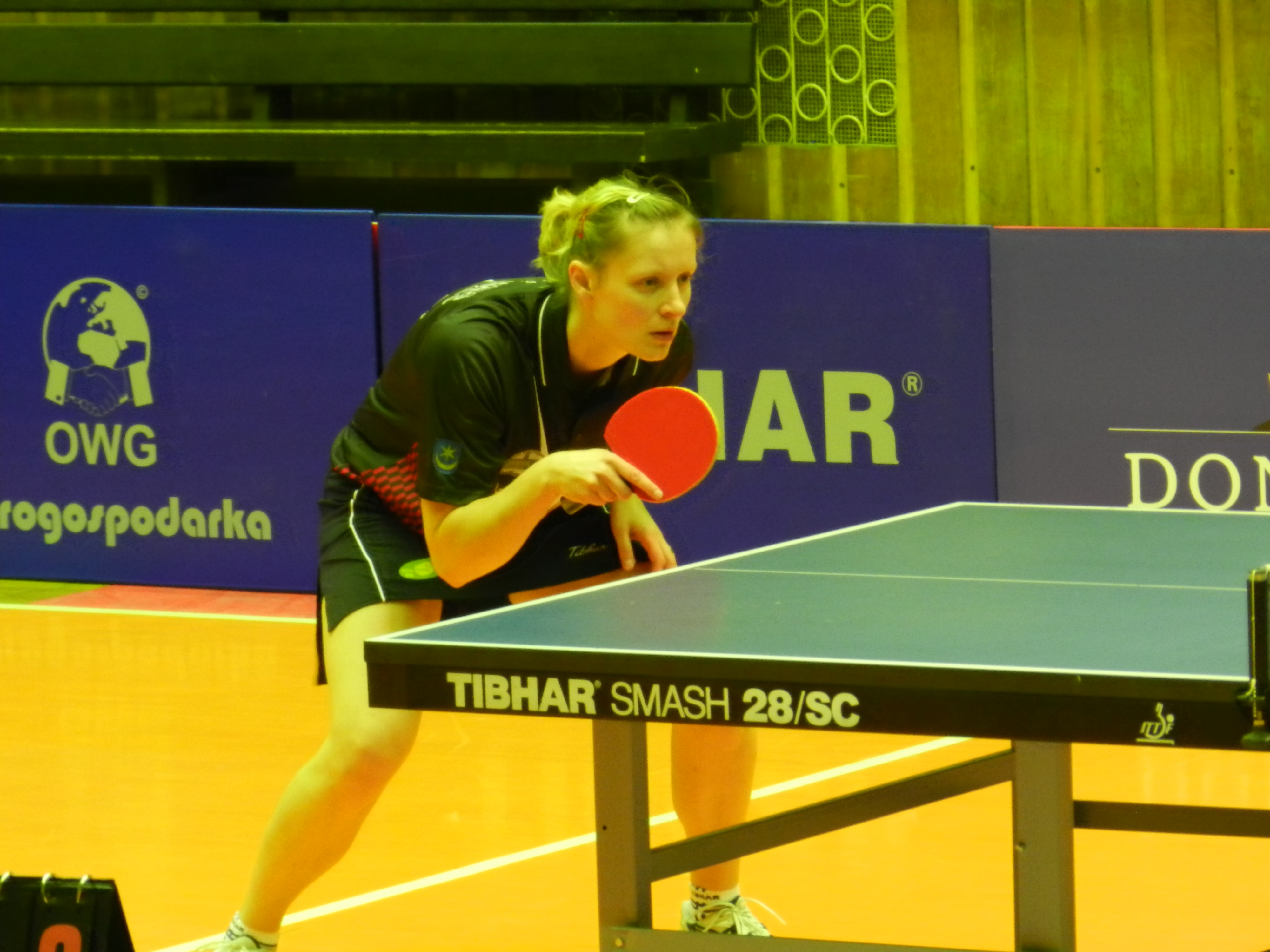
Kinga Stefańska

Kinga Stefańska (ur. 22 stycznia 1980 w Sosnowcu) – polska tenisistka stołowa, dwukrotna indywidualna mistrzyni Polski, mistrzyni Polski w grze podwójnej i mieszanej.
Absolwentka: SP nr 3 (1995) i Liceum Ogólnokształcącego im. Mikołaja Kopernika w Tarnobrzegu (1999) oraz Dziennikarstwa i Komunikacji Społecznej w Wyższej Szkole Informatyki i Zarządzania w Rzeszowie (2006).
Zajmuje 156. miejsce w światowym, 71. w europejskim i 5. w narodowym rankingu ITTF.

## Kariera
Karierę rozpoczęła w Baildonie Katowice, następnie występowała w Górniku 09 Mysłowice i SKS Katowice. Od 1994 roku zawodniczka KTS Tarnobrzeg (od 2003 roku kapitan drużyny), z którym to klubem 25 razy zdobyła tytuł Drużynowego Mistrza Polski.
W 1993 roku w Lublanie wywalczyła brązowy medal Mistrzostw Europy kadetek w drużynie (razem z Anną Smykowską, Joanną Przybylską, Anną Sukiennik). W 1994 roku jako reprezentantka Polski zdobyła brązowy medal w deblu ze Słowenką Petrą Dermastiją na Mistrzostwach Europy Juniorów i Kadetów w Paryżu. W 1995 i 1997 roku Kinga Stefańska wywalczyła tytuł Mistrzyni Polski Juniorek w grze pojedynczej. W 1997 roku zdobyła tytuł wicemistrzyni na Międzynarodowych Młodzieżowych Mistrzostw Słowacji i Hiszpanii. Reprezentowała Polskę na Mistrzostwach Świata w Tianin i Eindhoven oraz na Mistrzostwach Europy w Bratysławie.
W 2012 roku na turnieju z cyklu Word Tour ITTF w Santos, dotarła do półfinału debla w parze z japonką Yuki Nonaka.

## Osiągnięcia
- 28-krotna drużynowa mistrzyni Polski (z KTS Tarnobrzeg)
- Zdobywczyni Ligi Mistrzyń ETTU w drużynie (z KTS Tarnobrzeg w 2019 roku)
- Zdobywczyni Pucharu ETTU w drużynie (z KTS Tarnobrzeg w 2015 roku)
- Dwukrotna finalistka Ligi Mistrzyń ETTU w drużynie (z KTS Tarnobrzeg)
- Czterokrotna finalistka Pucharu ETTU w drużynie (z KTS Tarnobrzeg)
- Zakwalifikowanie się do drużyny narodowej na Igrzyska Olimpijskie w Londynie (2012)[7].
- Dwukrotna mistrzyni Polski w singlu (2000, 2002)
- Trzykrotna mistrzyni Polski w grze podwójnej (z Xu Jie w 2006 roku), (z Roksaną Załomską w 2015 roku) i (z Natalią Bajor w 2020 roku)
- Mistrzyni Polski w grze mieszanej (z Michałem Dziubańskim w 1999 roku)
- Wicemistrzyni Polski w deblu (z Izabelą Frączak w 1999 roku)
- Dwukrotna brązowa medalistka Mistrzostw Polski w singlu (2011, 2020)
- Brązowa medalistka Mistrzostw Polski w deblu (z Roksaną Załomską w 2014 roku)